# Abu'l-Hasan al-Mada'ini
Abu’l-Hasan al-Mada’ini (Basora, 753 - Bagdad, después de 830) fue un historiador musulmán, cuya obra es la fuente principal para la conquista musulmana del Asia Central.

## Biografía
Al-Mada'ini nació en el año 753 en la ciudad de Basora, en el actual Irak, pero pasó la mayor parte de su vida en Al-Madáin (la antigua Ctesifonte), de donde proviene su nombre, y en Bagdad, donde falleció luego del año 830.
Se dice que compiló un gran número de libros de historia, incluyendo narraciones sobre la conquista árabe del Jorasán y la Transoxiana, así como biografías de los gobernadores, entre ellos Qutayba ibn Muslim y Nasr ibn Sayyar. La información que sus obras brindaban fue editada hacia el año 900 por al-Tabari e incorporada en su Historia de los profetas y los reyes, siendo así como ha llegado a nuestros días.
La era de las grandes conquistas había terminado en 751, apenas dos años antes de su nacimiento, por lo que a diferencia de otros recopiladores árabes al-Mada'ini pudo reunir y editar los relatos más realistas, vívidos y detallados con que contamos acerca de las campañas de este período, haciendo que la conquista del Asia Central sea la mejor documentada de la temprana expansión musulmana.